# Birgitta Kleinschwärzer-Meister
Birgitta Kleinschwärzer-Meister (* 25. Mai 1969 in München) ist eine deutsche römisch-katholische Theologin und Hochschullehrerin.

## Leben
Nach einem Studium der Mathematik und Theologie in München, das sie mit 1994 mit dem Staatsexamen abschloss, arbeitete sie 1995–2000 wissenschaftliche Koordinatorin des DFG-Graduiertenkollegs „Der Erfahrungsbegriff in der europäischen Religion und Religionstheorie und sein Einfluss auf das Selbstverständnis außereuropäischer Religionen“. Im Jahr 2000 promovierte sie bei Peter Neuner mit einer Arbeit über Sakramententheologie in Anschluss an die Theologie Karl Rahners.
Es folgte die Tätigkeit als wissenschaftliche Assistentin im Zentrum für Ökumenische Forschung an der LMU München und die Habilitation 2006 mit einer Arbeit über die Thematik der Rechtfertigungslehre. Im Jahr 2006 wurde sie zur Juniorprofessorin an der LMU ernannt. Sie nimmt außerdem die Aufgabe der Mentorin der Ausbildungseinrichtung für Orthodoxe Theologie an der LMU wahr.

## Mitarbeit in Gremien und Kommissionen
- Frauenbeauftragte der Katholisch-Theologischen Fakultät
- Mitglied sämtlicher Berufungskommissionen der Katholisch-Theologischen Fakultät
- Vorstandschaft des Katholischen Kreisbildungswerkes Rosenheim (2001–2005)
- Vorstandschaft der Arbeitsgemeinschaft Ökumenischer Kreise
- Diözesankommission für Ökumene des Erzbistums München und Freising

## Werke (in Auswahl)

### Monografien
- Birgitta Kleinschwärzer-Meister, Gnade im Zeichen. Katholische Perspektiven zur allgemeinen Sakramentenlehre in ökumenischer Verständigung auf der Grundlage der Theologie Karl Rahners (= Studien zur systematischen Theologie und Ethik, Band 26), Münster, Hamburg, London 2001, (Zugleich Hochschulschrift, München, Univ., Diss., 2000), ISBN 3-8258-5037-4.
- Peter Neuner, Birgitta Kleinschwärzer-Meister: Breve manuale dell' Ecumene. Nuova edizione, Brescia 2001.
- Peter Neuner, Birgitta Kleinschwärzer-Meister: Kleines Handbuch der Ökumene. Düsseldorf 2002, ISBN 3-491-70346-8.
- Birgitta Kleinschwärzer-Meister: In allem auf Christus hin. Zur theologischen Funktion der Rechtfertigungslehre. Freiburg im Breisgau / Basel / Wien 2007, (Zugleich Hochschulschrift, München, Univ., Habil.-Schr., 2005/2006 unter dem Titel In allem auf Christus hin orientieren. Überlegungen zum 'theologischen Stellenwert' der Rechtfertigungslehre in ökumenischer Absicht.) ISBN 978-3-451-29665-9.

### Herausgeberschaften
- Peter Neuner (Hrsg.), Birgitta Kleinschwärzer-Meister (Hrsg.), Ökumene zwischen postmoderner Beliebigkeit und Rekonfessionalisierung. Münster 2006 (= Beiträge aus dem Zentrum für ökumenische Forschung München, Bd. 3).
- Birgitta Kleinschwärzer-Meister (Hrsg.), Miriam Rose (Hrsg.), Patrick Becker (Hrsg.): Das Soziale wie denken? Die Zukunft des Sozialstaats in der interdisziplinären Diskussion. Münster 2007 (= Beiträge aus dem Zentrum für ökumenische Forschung München, Bd. 4), ISBN 978-3-8258-9208-1.
- Birgitta Kleinschwärzer-Meister (Hrsg.): Religion und Moral. Grundsätzliches und Konkretes im Kontext von Globalisierung und gesellschaftlichem Wandel. Dokumentationsband zu zwei Symposien im Rahmen des LMUexcellent-Mentoring an den Theologischen Fakultäten der LMU München. Münster 2011 (= Beiträge aus dem Zentrum für ökumenische Forschung München, Bd. 5). ISBN 978-3-643-11092-3.

### Aufsätze
- Birgitta Kleinschwärzer-Meister: Karl Rahner – Gnade als Mitte menschlicher Existenz. In: Peter Neuner (Hrsg.), Gunther Wenz (Hrsg.): Theologen des 20. Jahrhunderts. Eine Einführung. Darmstadt 2002, S. 157–173.
- Anargyros Anapliotis, Franz Domaschke, Birgitta Kleinschwärzer-Meister, Miriam Rose: Stellungnahme zu "Communio Sanctorum – Die Kirche als Gemeinschaft der Glaubenden. In: Una Sancta, Jahrgang 57, 2002, S. 61–83.
- Birgitta Kleinschwärzer-Meister: Gnade im Zeichen. Karl Rahners Sakramententheologie und ihre aktuelle ökumenische Bedeutung. Vortrag auf dem "Karl-Rahner-Symposion" in Innsbruck.
- Birgitta Kleinschwärzer-Meister, Peter Neuner: Ein neues Miteinander der christlichen Kirchen. Auf dem Weg zum Ökumenischen Kirchentag in Berlin 2003. In: Stimmen der Zeit, Bd. 231 (2003), H. 6, S. 363–375.
- Birgitta Kleinschwärzer-Meister: Karl Rahner. Biographisches – Theologisches – Wirkungsgeschichtliches. In: Quod est dicendum, Juli 2003, online verfügbar:[1]
- Birgitta Kleinschwärzer-Meister: „Katholisch und ökumenisch zugleich“. Karl Rahner und die Ökumene. In: Una Sancta, Jahrgang 60, Heft 2, 2005, S. 1–14.
- Birgitta Kleinschwärzer-Meister: Zukunft des Amtes – Zukunft der Ökumene? In: Thomas Richter-Alender (Hrsg.), Hans-Ulrich Gehring (Hrsg.): Festschrift zum 25-jährigen Jubiläum des Ökumenischen Zentrums Stuttgart, Stuttgart 2005, S. 34–40.
- Birgitta Kleinschwärzer-Meister,„...nicht nur ein Teilstück der christlichen Glaubenslehre“. Die Rechtfertigungslehre als „Kriterium“ für Lehre und Praxis der Kirche. In: Christoph Böttigheimer (Hrsg.), Hubert Filser (Hrsg.): Kircheneinheit und Weltverantwortung. (= Festschrift Peter Neuner), Würzburg 2006, S. 633–657.
- Birgitta Kleinschwärzer-Meister: Zielvorstellungen der Ökumene aus katholischer Sicht. In: Una Sancta, Jahrgang 61, 2006, S. 140–155.
- Birgitta Kleinschwärzer-Meister: Intellektuelle Werkgerechtigkeit? – Zum „Ort“ der natürlichen Gotteserkenntnis gemäß dem I. und II. Vatikanischen Konzil. In: MThZ Jahrgang 58, 2007, S. 212–226.
- Birgitta Kleinschwärzer-Meister: Die Relevanz des Konzils von Nikaia für die Gegenwart. Rückblick und Perspektiven. In: Cath(M), Jahrgang 62, 2008, S. 1–17.
- Birgitta Kleinschwärzer-Meister: Schrift, Tradition, Kirche – theologisches Denken im hermeneutischen Dreieck bei Joseph Ratzinger. In: MThZ 59 (2008), S. 50–68.
- Birgitta Kleinschwärzer-Meister, Peter Neuner: Theologie in Bewegung. Ökumene als durchgängige Perspektive aller Theologie und als eigenständige Disziplin. In: Konrad Hilpert (Hrsg.), Stephan Leimgruber (Hrsg.): Theologie im Durchblick. Ein Grundkurs. Freiburg 2008, S. 160–168.
- Birgitta Kleinschwärzer-Meister: Ökumenische Dialoge – nur ein Glasperlenspiel? Überlegungen zur Rezeption von Dialogergebnissen. In: Una Sancta, Jahrgang 64, 2009, S. 192–209.

### Lexikon-Artikel
- Mechelner Gespräche. In: RGG, 4. Auflage, Band 5, Tübingen 2002, Spalte 948.
- Ökumene. I. Dogmatisch. 1. Katholisches Verständnis. In: RGG, 4. Auflage, Band 6, Tübingen 2003, Spalte 507–508.
- Una-Sancta-Bewegung. In: RGG, 4. Auflage, Band 8, Tübingen 2005, Spalte 717–718.
- Fronleichnamsfest. In: Friedrich Wilhelm Horn (Hrsg.), Friederike Nüssel (Hrsg.): Taschenlexikon Religion und Theologie, 5., völlig neu bearb. und erw. Auflage, Göttingen 2008, Band 1, Seite 385–386.
- Alte Kirche, Mittelalter, Trient, Vaticanum I und II. In: Friedrich Wilhelm Horn (Hrsg.), Friederike Nüssel (Hrsg.): Taschenlexikon Religion und Theologie, 5., völlig neu bearb. und erw. Auflage, Göttingen 2008, Band 2, S. 675–683.
- Freude. In: Bertram Stubenrauch (Hrsg.), Andrej Lorgus (Hrsg.): Synoptisches Handbuch zur Theologischen Anthropologie (römisch-katholisch/russisch-orthodox; deutsch-russisch), Freiburg 2009.
- Buße. In: Bertram Stubenrauch (Hrsg.), Andrej Lorgus (Hrsg.), Synoptisches Handbuch zur Theologischen Anthropologie (römisch-katholisch/russisch-orthodox; deutsch-russisch), Freiburg 2009.

### Online-Publikation
- Geschichte des Ökumenischen Forschungszentrums an der LMU München, online verfügbar:[2]

### Rezensionen
- Rezension zu: Ulrike Link-Wieczorek, u. a., Nach Gott im Leben fragen. Ökumenische Einführung in das Christentum, Gütersloh-Freiburg 2004. In: Theologische Revue, Jahrgang 102, 2006, Seite 418–421.
- Rezension zu: Thomas Ruster, Wandlung. Ein Traktat über Eucharistie und Ökonomie, Mainz 2006. In: Theologische Revue, Jahrgang 104, 2008, Spalte 162–165.